# Интернационални дан борбе против трговине крзном
Интернационални дан борбе против трговине крзном представља један од највећих догађаја за организације које се баве заштитом и правима животиња. Обележава се сваког последњег петка у новембру.

## Историјат
Године 1986. је установљен Интернационални дан борбе против трговине крзном, познат и као Fur-Free Friday. Широм света се организују акције, радионице и едукације становништва како би се јавности скренула пажња да је употреба природног крзна изгубила свој првобитни смисао и сврху коју је имала до средине прошлог века.
Највећи непријатељ животиња данас је модна индустрија, која њихово крзно користи за своје производе. За израду једне бунде користе између сто тридесет и двеста чинчила, понекад и четиристо веверица, а међу најчешћим „модним” жртвама су лисице, ракуни и опосуми. Бранитељи права животиња деценијама на овај дан апелују да се вештачко крзно замени природним како би се спасиле животиње од смрти струјним ударима или гасом.